# Welada
Der Welada (auch Be Lada oder Lagoa Lada) ist ein sieben Hektar großer See in Osttimor, auf einer Meereshöhe von 42 m. Er liegt im Suco Clacuc (Verwaltungsamt Fatuberlio, Gemeinde Manufahi), nördlich des Ortes Welaluhu.
Der See ist Teil der Important Bird Area des Flusses Clerec. Im See leben Leistenkrokodile.